# Портрет Михаила Николаевича Рылеева
«Портрет Михаила Николаевича Рылеева» — картина Джорджа Доу и его мастерской из Военной галереи Зимнего дворца.
Картина представляет собой погрудный портрет генерал-майора Михаила Николаевича Рылеева из состава Военной галереи Зимнего дворца.
К началу Отечественной войны 1812 года полковник Рылеев был шефом Копорского пехотного полка и командовал 1-й бригадой 12-й пехотной дивизии. В сражении под Салтановкой был тяжело ранен и надолго оставил армию для лечения, в конце года произведён в генерал-майоры. Вернулся в начале 1814 года и занимал должность временного коменданта Дрездена.
Изображён в генеральском вицмундире, введённом для пехотных генералов 7 мая 1817 года. На шее кресты ордена Св. Анны 2-й степени и прусского ордена Красного орла 2-й степени; справа на груди кресты орденов Св. Георгия 4-го класса, Св. Владимира 4-й степени с бантом, золотой крест «За взятие Базарджика», серебряная медаль «В память Отечественной войны 1812 года» на Андреевской ленте и бронзовая дворянская медаль «В память Отечественной войны 1812 года» на Владимирской ленте. Слева на фоне чуть ниже эполета подпись художника и дата (в две строки): G. Dawe RA. 1824. С тыльной стороны картины надпись: Rilleeff 1st. Подпись на раме: М. Н. Рылѣев 1й, Генералъ Маiоръ.
7 августа 1820 года Комитетом Главного штаба по аттестации Рылеев был включён в список «генералов, заслуживающих быть написанными в галерею» и 11 января 1822 года император Александр I приказал написать его портрет. В это время Рылеев состоял отрядным командиром в отдельном корпусе военных поселений в Могилёвской губернии. Из Инспекторского департамента Военного министерства ему было направлено недатированное письмо: «Государь Император соизволил, чтоб портрет его был списан живописцем Давом, посему в случае бытности в Санкт-Петербурге, иметь свидание с сим художником», на что 14 марта 1822 года Рылеев отвечал: «почитая сие особенным для меня благоволением и долгом приемлю исполнить в точности¸ когда обстоятельства к тому по службе, ныне меня занимающие, позволят». Известно что в июле 1824 года Рылеев приезжал в столицу, после чего и состоялась его встреча с художником. Гонорар Доу был выплачен 29 декабря 1824 года. Готовый портрет был принят в Эрмитаж 7 сентября 1825 года.
В 1840-е годы в мастерской И. П. Песоцкого по рисунку И. А. Клюквина с портрета была сделана литография, опубликованная в книге «Император Александр I и его сподвижники» и впоследствии неоднократно репродуцированная.